# Amir Ešel
Amir Ešel (hebrejsky: אמיר אשל; narozen 1959, Jaffa) je generálmajor Izraelských obranných sil, který stál v letech 2012 až 2017 v čele Izraelského vojenského letectva. Předtím zastával řadu velících pozic v izraelských obranných silách, například vedoucího plánovacího ředitelství armády, náčelníku štábu letectva apod.

## Život
Narodil se v Jaffě a v roce 1977 nastoupil povinnou vojenskou službu v izraelské armádě. Po absolvování letecké akademie o dva roky později se stal bojovým pilotem. Létal na strojích A-4 Skyhawk, mimo jiné i během první libanonské války. Poté, co působil dva roky jako instruktor na letecké akademii, přesedlal na letoun F-16 Fighting Falcon a v letech 1993 až 1995 byl velitelem 201. letky těchto strojů. Zalétával modernizovanou variantu letounu F-4 Phantom II, známou jako „Kurnass 2000“ a v roce 1996 vedl jejich letku během operace Hrozny hněvu. V letech 1997 až 1999 velel operačnímu oddělení izraelského vojenského letectva a následně se stal velitelem letecké základny Ramon (1999–2001) a Tel Nof (2001–2003).
Ešel, který je synem přeživších holocaustu, byl v září 2003 velitelem formace tří izraelských letounů F-15 Eagle, které přeletěly nad vyhlazovacím táborem Auschwitz-Birkenau.
V roce 2006 byl jmenován náčelníkem štábu letectva, o dva roky později byl povýšen do hodnosti generálmajora a stanul v čele plánovacího ředitelství izraelských obranných sil. V květnu 2012 nahradil Ido Nechoštana ve funkci velitele izraelského vojenského letectva. V této pozici působil až do roku 2017, kdy jej nahradil Amikam Norkin. Ešel následně odešel do výslužby.
Je ženatý a je otcem tří dětí. Má bakalářský titul z ekonomie, kterou studoval na Auburn University v Alabamě a magisterský titul z politologie, kterou studoval na Haifské univerzitě.